# Registrator
En registrator är en person vid en myndighet, institution eller företag med uppgift att ta emot och registrera inkommande och utgående handlingar, oftast i ett diarium, samt att anteckna vidtagna åtgärder. Uppgiften kan även omfatta att ge upplysningar och att vårda arkiv.